# Margolcia i Miś zapraszają dziś
Margolcia i Miś zapraszają dziś – program telewizyjny dla najmłodszych od 2014 roku w TVP ABC. Głównymi bohaterami programu są: pluszowy Miś (grany przez Tomasza Gęsikowskiego), szmaciana lalka Margolcia (Beata Wyrąbkiewicz) oraz pani Ewa (Ewa Gutowicz). Autorkami scenariuszy są Agnieszka Galica i Beata Waszczuk. Później po realizacji 158 odcinków ukazał się program Przyjaciele Misia i Margolci razem z ich przyjaciółmi: żuczek Żużu (Konrad Czarkowski), wiewiór Wiktor (Tomasz Czaplarski), pajęczyca Talentula (Ewa Szlachcic) i muszka Bzyk (Katarzyna Młynarczyk), a także dziadek Eugeniusz (Zbigniew Waleryś).
W tym programie Miś i Margolcia zapowiadają programy w każdym odcinku, śpiewają piosenki i przekazują życzenia dla dzieci z różnych okazji: imienin, urodzin i wiele innych, a pani Ewa lepi modelinki.

## Emisja
Odcinki 1 – 30 były emitowane w sezonie 2014/2015 bez emisji w wakacje.
Odcinki 31 – 67 były emitowane w sezonie 2015/2016, lecz odcinki 68 – 74 były emitowane w wakacje z sezonu 2015/2016.
Odcinki 75 – 115 były emitowane w sezonie 2016/2017, lecz odcinki 116 – 122 były emitowane w wakacje z sezonu 2016/2017.
Odcinki 123 – 150 były emitowane w sezonie 2017/2018 bez emisji w wakacje.
Odcinki 151 – 158 były emitowane w marcu i w kwietniu 2019 r.

## Spis odcinków
1. Śniadanko baranka
2. Idzie kominiarz
3. Foka, która gra... fokstrota
4. Słoniowa piosenka
5. Mydło wszystko umyje
6. Tylko biedronka nie ma ogonka
7. Kolorowe kredki
8. Żyrafa fa fa
9. Ogórek wąsaty
10. Piosenka na chłodne dni
11. Przyjedź do nas Mikołaju
12. Dzieci i światła
13. Jadą misie
14. Świąteczne aniołki
15. Nowy Rok
16. Tupu tup po śniegu
17. Wędrowali szewcy
18. Psia piosenka
19. Co lubi hipopotam?
20. Wyliczanka na paluszkach
21. Kreskowe zwierzaki
22. Idą gęsi gęsiego
23. Wielkanoc
24. Mokra pogoda
25. Buty chodzą parami
26. Idzie do nas wiosna
27. Jaskółka i deszcz
28. Wesoły wiatr
29. Skakanka wyliczanka
30. Jedzie pociąg z daleka
31. Panie Janie
32. Biedny wąż
33. Garbaty wielbłąd
34. My jesteśmy krasnoludki
35. Zbieramy grzyby
36. Przepis na ciasto
37. Śniadanie
38. Wędrówki z mapą
39. Grudzień z Mikołajem
40. Czekolada
41. Katar
42. Nadchodzi zima
43. Biała zima
44. Czekamy na święta
45. Kolędujemy
46. Buch w biały puch
47. Ballada o słoniowych uszach
48. Uciekaj myszko do dziury
49. Skaczemy
50. Z plasteliny
51. Słone paluszki
52. Farby
53. Cztery słonie
54. Podwórkowe wyliczanki
55. Biedronka
56. Mydło lubi zabawę
57. Misie
58. Baś Baś baranku
59. Urodziny Margolci
60. Ta śmieszna piosenka
61. Deszcz i nuda
62. Budujemy dom
63. Zwierzaki – cudaki
64. Kocie drogi
65. Awantura
66. Wesołe żabki
67. Piosenka na kolorowe lato
68. Figlarny wiatr
69. Słoneczna wycinanka
70. Lato ślimaka
71. Pszczoła i miód
72. Zagadki na wsi
73. Łąka
74. Leśne skarby
75. Lato odchodzi
76. Rower
77. Morskie wilki
78. Krowa Mu
79. Malutka piosenka
80. Skaczące kasztany
81. Psotna kózka
82. Kłamczuchy
83. Biało – czerwoni
84. Jesienna śpiewanka
85. Nasza orkiestra domowa
86. Jarzynowy teatrzyk
87. Nietoperz
88. Mruga gwiazdka
89. Taka to nowina
90. Magiczna godzina
91. Hop, hop w Nowy Rok
92. Ptaki zimą
93. Zimowanki
94. Domowe roboty
95. Liczenie wron
96. Ślimak bez butów
97. Zimowy walczyk
98. Marzenie słonia
99. Daj na zgodę
100. Wesołe ziarenka
101. Stonoga
102. Uciekaj zimo
103. Odwilż
104. Lewa noga
105. Kolorowy deszcz
106. Walczyk dla szczotek
107. O rzepie, co się czepiał
108. Mleczko dla kotków
109. Kwiatowa wróżka
110. Na dobry dzień
111. Jaskółka i deszcz
112. Życzenia dla mamy
113. Auto na sznurku
114. Wyliczanka hipopotamów
115. Na spacerze
116. Z moim tatą
117. Przyszło lato
118. Chowanie
119. Boimy się burzy
120. Lis i kos
121. Afrykańska piosenka
122. Piosenka o kolorowej piłce
123. Mokra pogoda
124. Tydzień
125. Lato w słoikach
126. Zabawa w chodzenie
127. Liście i igiełki
128. Na cymbałkach
129. Zapraszam na śniadanko
130. Kolorowe kalosze
131. Listopadowa piosenka
132. Święto Niepodległości
133. Pan Listopad
134. Kolorowe kredki
135. Gwiazdki
136. Kim będę
137. Idziemy po zakupy
138. Świnka skarbonka
139. Bałagan i sprzątanie
140. Pyszne warzywa
141. Plamy i cętki
142. Dobre maniery
143. Kto tutaj mieszka?
144. Szukamy wiosny
145. Gimnastykuj się codziennie
146. Papierowy pajacyk
147. Kto tak stuka, kto tak śpiewa?
148. Warto być ciekawym
149. Każdy jest inny
150. Nie odkładaj niczego na później!
151. Kto mieszka w stawie?
152. A jak aparat
153. Nowa lalka
154. Porównywanie i stopniowanie
155. Rytmy i rymy
156. Moje pierwsze okulary
157. Grupy i zbiory
158. Figury geometryczne
159. Zmiany